# Murales del Palacio de Bellas Artes
Los murales del Museo Palacio de Bellas Artes son una serie de obras pictóricas resguardadas en el primer y segundo pisos de dicho recinto de la Ciudad de México.
Se fueron pintando sobre los muros del Palacio de Bellas Artes, y se crearon en medio de polémicas, disputas de proyectos artísticos y comisiones, con una recepción diversa del público. Poco a poco la galería central del suntuoso edificio se fue constituyendo en una especie de cuadro de honor del arte mexicano, un poderoso espacio simbólico que puso en tensión las preocupaciones oficiales y las propuestas artísticas. Un espectador actual transita por esta galería, tal vez preguntándose a que se debe la divergencia entre el proyecto arquitectónico y las imágenes, entre unas y otras pinturas, sus técnicas, dimensiones, colores y temas. El barniz del tiempo ha otorgado a este grupo de murales el valor de conjunto. Debe entenderse como una colección, lograda en el tiempo a partir de encargos, donaciones y adquisiciones.

## Historia
El proyecto de reutilización del inconcluso Teatro Nacional del porfiriato, realizado por el arquitecto Federico Mariscal en 1904, buscó generar un espacio de integración de las artes (escénicas, musicales y plásticas). El interior, con un estilo art decó y poblado de granitos y mármoles locales, fue criticado por su carácter burgués, que asemejaba el interior de cualquier sucursal bancaria; también hubo molestia ante los precios inaccesibles.
Pocos meses antes de la inauguración en 1934, José Clemente Orozco y Diego Rivera recibieron la comisión oficial de pintar los muros oriente y poniente del segundo piso. Ambos pintores habían radicado en los Estados Unidos realizando murales de gran magnitud y se habían consagrado como artistas internacionales. Orozco pintó murales en Pomona, Darmouth y Nueva York. Rivera, en Detroit, San Francisco y dentro de una retrospectiva organizada por el Museo de Arte Moderno de Nueva York. Regresaba altivo a pesar del escándalo sobre El hombre en el cruce de caminos, comisionado por Nelson Rockefeller, que culminó en la destrucción del mural del Centro Rockefeller de Nueva York.

### Murales de Diego Rivera
Diego Rivera recuperó la composición destruida del Centro Rockefeller para adaptarla al espacio más pequeño que le habían asignado en el Palacio de Bellas Artes. En 1934 eligió un nuevo título: El hombre en la encrucijada mirando con incertidumbre pero con esperanza y una visión alta en la elección de un curso que le guíe a un nuevo y mejor futuro, pero también se ha conocido como El hombre controlador del universo. El luminoso fresco, realizado a la manera tradicional (con pigmentos disueltos en agua sobre un repellado de cal), presenta a un obrero poseedor de la energía eléctrica-biológica que brota de la esfera sostenida por una mano maquínica. Dos elipses presentan el conocimiento del macrocosmos y el microcosmos, se contraponen planetas, cuerpos celestes y galaxias con células, órganos y microorganismos; los instrumentos de observación científica (el microscopio y el telescopio) constituyen el centro de la máquina. Las escenas laterales se presentan a manera de pantallas que son observadas por distintos públicos. La composición fue configurada para subrayar varias oposiciones, arriba y abajo, contrapone máquina y naturaleza; en sentido vertical, capitalismo y socialismo, el mal y el bien, posiblemente presente y futuro. El tema central es la transmisión de energía, imágenes y radio, una reflexión sobre la ciencia y la televisión donde, del lado capitalista, se proyecta la guerra química y mecánica, y en el opuesto, la revolución socialista, el desfile del primero de mayo. Al centro de la máquina productora de energía y transmisiones, los empresarios fueron retratados en una escena de derroche, en oposición a la figura unificadora de Lenin. En esos años Rivera había desertado de las filas comunistas y se había afiliado al trotskismo, por lo que en la versión mexicana aparecía de manera prominente la figura del líder de la Quinta Internacional.
Sin embargo, la más fuerte contraposición de la noción de Rivera sobre la máquina, el futuro y la tecnología es, hasta la fecha Katharsis, el mural que realizó Orozco al mismo tiempo que Rivera para el muro del Palacio. Ambos artistas eran sensibles al tenso clima internacional, incluso los analistas más conservadores se cuestionaban sobre las posibilidades de supervivencia de la humanidad ante una guerra mecánica. Orozco pintó con toda la fuerza de sus expresivas pinceladas una contienda caótica, dos contingentes avanzan en direcciones opuestas iluminados por las llamas, hacia la izquierda un grupo armado ataca con puñales y cuchillos, enfebrecidos y con los puños en alto, uno de ellos se confunde ya con una turbina o engranaje, encadenado a su arma. En el lado opuesto hay pilas de cadáveres azules por la putrefacción, víctimas que se apelmazan debajo de residuos de máquinas, otros más huyen portando una bandera roja. En el centro de la composición una de las víctimas se levanta para apuñalar por la espalda a otro hombre armado con un rifle, el escorzo es imposible. Una caja fuerte permanece abierta, violada. En contraposición, sobre el suelo yace una mujer desnuda, cubierta de joyas, con medias y tacones, se carcajea en una mueca grotesca al tiempo que abraza una máquina, en una posición francamente obscena, se le ha llamado "La Chata" y ha sido considerada una de las imágenes más repulsivas del arte. Orozco además contrapuso una paleta de verde intenso para remarcar las piernas y el vientre de esta figura inquietante. Los rostros de otras dos mujeres sobresalen entre la pila de cadáveres de la derecha, ambos en plena risotada; una de ellas parecería un cadáver fijo en ese gesto con los ojos vacíos. 
El mural originalmente no tenía un título, al parecer pudo llevar como tema la guerra, y el título La catarsis fue sugerido por el crítico de arte Justino Fernández como una posible restitución simbólica, tal vez para retractarse de su reacción inicial de reprobación del mural en la primera edición de su libro de 1937. El mismo crítico mostró un rechazo inicial ante esta pintura, la inclemente visión de Orozco había subido un tanto de tono y el expresionismo de la figura femenina desbordante fue interpretado como cartelismo publicitario norteamericano, una mujer “burguesa” “materialista” deshumanizada, inmoral y cínica. Este mural contraponía una escena dantesca de corrupción moral en el medio de la anulación de la distinción entre hombres y máquinas. Al centro sólo estaba una lucha descarnada por el poder que se ponía en mayor relieve frente a la visión utópica de la sociedad tecnológica y televisada (mediatizada) de Rivera (a pesar de que también incluía una fuerte crítica a la sociedad capitalista, el peligro del fascismo y el totalitarismo estalinista). Ambas composiciones convivieron en este espacio aproximadamente diez años sin que hubiese más murales; en ese lapso se desarrolló la Segunda Guerra Mundial; Rivera y Orozco se consagraron con el epítome de “los dos grandes”, y en el Palacio de Bellas Artes el museógrafo Fernando Gamboa consolidó el proyecto del Museo Nacional de Arte, mientras la nueva burguesía mexicana se recuperaba y demandaba espacios culturales de calibre internacional.

### Murales de David Alfaro Siqueiros
Fue hasta 1944 cuando se comisionó a David Alfaro Siqueiros para realizar una serie de murales que ocuparían materialmente el espacio entre la pintura de Rivera y la de Orozco en la galería del segundo piso. Nueva democracia, que se denominó también La vida y la muerte, es el panel central de un tríptico que se inauguró el 20 de noviembre de 1944, el día oficial de la conmemoración de la Revolución Mexicana, algo que estaba estipulado en el contrato oficial. Se inauguró en conjunto con una exposición sobre el drama de la guerra en la plástica de México. Se trata de una alegoría triunfante de la potencia de lo que el pintor denominó la “nueva” democracia, una mujer con el torso desnudo y tocada con el gorro frigio que emerge de un volcán, y eleva sus brazos en gesto grandilocuente; lleva grilletes, una flor y una antorcha. Esta figura fue modelada mediante volúmenes contrastados y se proyecta de manera envolvente hacia el espectador por efectos ópticos cuidadosamente calculados por Siqueiros; por un lado, la denominada perspectiva poliangular, el abombamiento geométrico del plano pictórico que promueve la sensación de que las figuras emergen de la superficie; por el otro, la representación de movimiento mediante la repetición de los brazos (o la presencia de otra persona revelada por los brazos extra) y, finalmente, el uso de piroxilina (lacas automotivas de nitrato de celulosa), que se modificó agregando cargas para lograr distintos valores de opacidad y textura. La pintura de este panel es literalmente excesiva, excede los límites del bastidor cubierto de celotex sobre el que pintó Siqueiros y se extiende sobre la cornisa arquitectónica. Pero también está cargada de violencia: en los paneles laterales, apilados sobre una escalera, como sobre la plancha de disección, dos cadáveres con los órganos expuestos se presentan como víctimas de la guerra; en el lado opuesto, Víctimas del fascismo exhibe una escena de tortura, un hombre atado con marcas de látigo. A pesar del tono celebratorio del discurso de inauguración, la crítica no tardó en calificar la pintura como obviedad y lugar común, de crear una imagen poco menos que propagandística. Pero Siqueiros gozaba de un viento favorable, contó con el encargo de pintar los murales en la Antigua Aduana de Santo Domingo, y pocos años después presentó una exposición de obras recientes en el propio Palacio de Bellas Artes. El aguerrido pintor además publicó una serie de textos que aspiraban a orientar el rumbo del arte mexicano, y que causaron polémica constante en los últimos años de la década. 
Hacia 1950 se le volvió a encargar a Siqueiros una serie de murales para la galería del Palacio; esta vez el tema estaba claramente calculado por la presión política. El descubrimiento de los supuestos restos de Cuauhtémoc en Ixcateopan había desatado una visible querella mediática, un comité científico había desestimado la identificación de los restos y el clamor popular exigía el reconocimiento del líder mexica. Siqueiros había imaginado antes (en sus murales de Chillán, Chile y en Cuauhtémoc contra el mito, de 1944) una resolución distinta de la conquista: el héroe asesta un golpe final al centauro colonial (imagen mítica que supuestamente actuó en el imaginario indígena debido al desconocimiento del caballo). En los paneles de Bellas Artes con Tormento y apoteosis de Cuauhtémoc, Siqueiros reelaboró el mito, presentando la supuesta escena de tortura del líder mexica por parte de los conquistadores españoles; el pintor hizo hincapié en las divergencias tecnológicas de ambas culturas: perros, armaduras, arcabuces, y en la colaboración de La Malinche. El panel de apoteosis es una reactivación artística de la historia, Cuauhtémoc porta la armadura del enemigo y un maquahuitl, el temible garrote con puntas de obsidiana de los guerreros aztecas; el centauro se desploma sobre su costado, donde aparece un símbolo esquemático del átomo. No es casual que Siqueiros se refiriera a este mural como a la recuperación de las armas del enemigo, cuando un pueblo “débil” se enfrenta a uno fuerte; hay una velada referencia al poderío tecnológico de los Estados Unidos y al uso de la bomba atómica.

### Murales de Rufino Tamayo
También en el contexto de la guerra fría, Rufino Tamayo, pintor ya consagrado en Estados Unidos por la crítica favorable de algunos expresionistas abstractos, consiguió que se le comisionaran murales para la galería del Palacio de Bellas Artes en 1952, negociando con Fernando Gamboa su inclusión en una muestra itinerante internacional. La pintura de Tamayo conseguía reunir un ideal de modernidad en conjunto con una mirada hacia los orígenes indígenas del arte mexicano, de manera que para el Estado mexicano Tamayo resolvía las contradicciones entre la postura oficial y las miradas de los muralistas que estaban más comprometidos políticamente. Tamayo planteó una especie de respuesta pictórica a las composiciones de Siqueiros, con quien mantenía una recia polémica en la prensa. Nacimiento de nuestra nacionalidad (1952) y México de hoy (1953) dialogan en paralelo con la activación del problema de la conquista y su situación en el México posrevolucionario y moderno, pero lo hacen desde un soporte más flexible (el lienzo) y un medio aún más moderno que la piroxilina de Siqueiros, la pintura vinílica, fruto de la investigación en polímeros sintéticos de la década de 1940.
También buscó armonizar su composición con el colorido natural de los mármoles y granitos del interior del Palacio. Estos lienzos-murales, que ocasionaban una ruptura formal y una síntesis discursiva, fueron colocados sobre los muros del primer piso, alejados de las composiciones de los ya reconocidos “tres grandes”. En Nacimiento de nuestra nacionalidad, Tamayo reformuló el mito del centauro colonial acercándolo a la figura del caballo del Guernica de Picasso, mientras una mujer indígena pare al nuevo mestizo, también recuperó las pilas de escombros y ruinas de Orozco en México de hoy.

### Mural de Rina Lazo
Xibalbá, el inframundo de los mayas" (2019) es el último mural realizado por la pintora y muralista guatemalteca Rina Lazo. Lazo, nacida en Guatemala en 1923 y fallecida en la Ciudad de México en 2019, fue una destacada figura del movimiento muralista mexicano, y su obra se caracteriza por la influencia de la cultura maya y el enfoque en la identidad mesoamericana. Este mural es una muestra del profundo conocimiento que  Rina Lazo tenía de la cultura maya y su mitología. La pintura representa los diferentes estratos del inframundo maya tal como se describen en el libro sagrado el Popol Vuh. El mural de más de 2 metros de alto y 5 metros realizado al temple sobre lienzo. Tenía como destino el Mexic-Arte Museum, en Austin, Texas. Sin embargo, este mural finalmente se quedaría en México.
Es el primer mural de una mujer artista que se integró al recinto el día 15 de agosto del 2024.

### Mural de Jorge González Camarena
En la década de 1960, el pintor Jorge González Camarena completó la colección de murales del Palacio de Bellas Artes, con el último encargo oficial: Liberación o la humanidad se libera de la miseria. Este mural abre un espacio de conciliación tanto por sus materiales como en su temática: fue terminado en 1963, aunque recupera una composición realizada para el Banco de México en 1943. Camarena, heredero consciente de la tradición muralista, recuperó tanto la armonía de color de Tamayo como algunos elementos iconográficos que formaban ya parte del repertorio posrevolucionario como la composición "Cristo al momento de liberarse de su cruz", a la izquierda; la miseria o esclavitud se presenta a través de cuerpos indígenas atados y ritualizados mediante tatuajes, la conclusión optimista de esta liberación simbólica se personifica en el lado derecho, una mujer que emana una luz cálida.

### Murales de Roberto Montenegro y de Manuel Rodríguez Lozano
Finalmente, se sumaron a la colección otros murales desprendidos de sus locaciones originales, y que consiguieron configurar un panorama de predecesores, como Roberto Montenegro y su Alegoría del viento o El Ángel de la paz, realizada en 1928, y visiones alternativas a las del muralismo mexicano, como el mural de Manuel Rodríguez Lozano La piedad en el desierto, de 1942, realizado durante una estancia en el penal de Lecumberri. También se añadieron los paneles móviles que Rivera realizó para el Hotel Reforma y un pequeño panel que conmemora la revolución rusa a inicios del siglo XX.